# Phil of the Future
A Phil a jövőből (eredeti cím: Phil of the Future) a Disney Channel 2004 és 2006 között sugárzott szituációs komédiasorozata, melyet Tim Maile és Douglas Tuber alkotott meg.
A műsor a címadó főszereplőről, Philről szól, aki a 21. században ragadt a jövőbeli családjával együtt, miután "lerobbant" az időgépük. Csak Phil legjobb barátnője tudja, hogy barátja (és a családja) a jövőből érkeztek. A sorozat főgonosza Neil Hackett igazgató, Phil iskolájának igazgatója, aki mindig gyanakodik a főszereplőkre, illetve azt hiszi rájuk, hogy űrlények, és folyton ki akarja deríteni, honnan érkeztek.

## Szereplők

### Főszereplők
- Phil Rupert Diffy - a műsor főszereplője. 2107-ben született. Jelenleg középiskolába jár. Egyfolytában kifogásokat keres, hogy elrejtse a tényt, hogy a jövőből érkezett.
- Keely Teslow - Phil barátnője. 1990-ben született, és ő nem a jövőből származik. Ő az egyedüli, aki tudja, hogy Phil a jövőből érkezett. Célja, hogy riporter legyen.
- Pim Nicole Diffy - Phil nővére.  Két évvel fiatalabb nála. 2109-ben született. Pim gonoszka lány, szereti megtréfálni az embereket. Kedvenc célpontjai: a testvére, Phil, az iskola igazgatója, Neil Hackett, illetve a túlzottan jószívű Debbie Berwick.
- Lloyd Diffy - Phil és Pim apja. 2074-ben született. Jellemző rá az ügyetlenség és a komikusság. Ő jelenleg az időgépen dolgozik.
- Barbara Diffy - A családanya. 2076-ban született. Nagyon érdekli, hogyan működnek a dolgok a 21. században.

### Visszatérő szereplők
- Curtis, az ősember - Titokban elbújt a Diffy család időgépében, és velük ragadt. A család mindig úgy tesz, mintha az unokabácsijuk lenne.
- Neil Hackett igazgató - Pim, Keely és Phil iskolájának igazgatója, és a műsor fő ellensége. Egyfolytában ki szeretné deríteni, mi folyik a Diffy család háza táján.
- Debbie Berwick - 1990-ben született. Túlzottan jóindulatú és jókedvű lány. Pim ki nem állhatja, és egyfolytában kihasználja, miközben Debbie ironikus módon pont úgy gondolja, hogy Pim a legjobb barátnője.

## Bemutató
A műsor két évadot élt meg, összesen 43, egyenként 22 perces epizóddal. Magyarországon soha nem vetítették.[forrás?] Az USA-ban 2004. június 18-tól 2006. augusztus 19-ig futott a sorozat. A Disney Replay "ismétlőcsatornán" lehet nyomon követni az epizódokat. Az Amerikai Egyesült Államokban DVD-n is kiadták a részeket.

## Főcímzene
A Phil a jövőből főcímdalát Loren Ellis és a The Drew Davis Band készítette. Ők írták egy másik népszerű Disney Channel sorozat, a Zack és Cody élete főcímdalát is.

## Díjak
Több díjat is nyert már a sorozat, illetve a színészek. 2005-ben a Pim-et játszó színésznőt, Amy Brucknert, illetve 2006-ban a Keely-t játszó Alyson Michalkát kitüntették a "legjobb fiatal színésznő" kategóriában. Szintén 2005-ben két másik színészt is kitüntettek ebben a kategóriában: Rory Thost-ot és Kay Panabaker-t. 2007-ben David Steven Cohen írót tüntették ki a "Broadcast Blues" című epizód írása miatt, illetve szintén 2007-ben Fred Savage-et a legjobb tévésorozat-rendezőnek a "Not So Great Great Great Grandpa" epizódért.

## Kapcsolódó művek
Egy Game Boy Advance videójáték és négy könyv is megjelent a műsorhoz kapcsolódóan.